# Hanníbal (Guerra dels Mercenaris)
Hanníbal (en púnic: 𐤇𐤍𐤁𐤏𐤋, ḥnbʿl; grec antic: Ἀννίβας, Annibas, llatí: Hannibal) va ser un general cartaginès que va participar en la guerra dels mercenaris (240 aC-237 aC), una revolta dels exèrcits de mercenaris al servei de l'Imperi cartaginès que va tenir lloc durant i al final la Primera Guerra Púnica.
Quan les disputes entre els dos generals en cap, Hamílcar Barca i Hannó II el Gran, van obligar Hamílcar a abandonar el comandament de les tropes, el senat cartaginès va designar Hanníbal com a col·lega d'Hamílcar, encara que sembla que en posició subordinada per evitar noves dissensions.
De fet, Hanníbal no va actuar separadament d'Hamílcar, de qui sembla que seguia les ordres. Però, quan els dos generals van assetjar Tunis, Hamílcar va agafar el comandament d'un costat de la ciutat i Hanníbal el de l'altra. Una sobtada sortida del cap dels assetjats, el mercenari Mató, va sorprendre Hanníbal, i les seves tropes que no havien maniobrat dins del seu campament van ser massacrades i el mateix Hanníbal va caure presoner. L'endemà, va ser crucificat a la mateixa creu on Hamílcar Barca havia fet matar una mica abans al cap mercenari Espendi.
S'ha dit que podria ser el mateix Hanníbal que va participar en el Setge de Lilibèon com a amic d'Adhèrbal.